# Důl Anselm

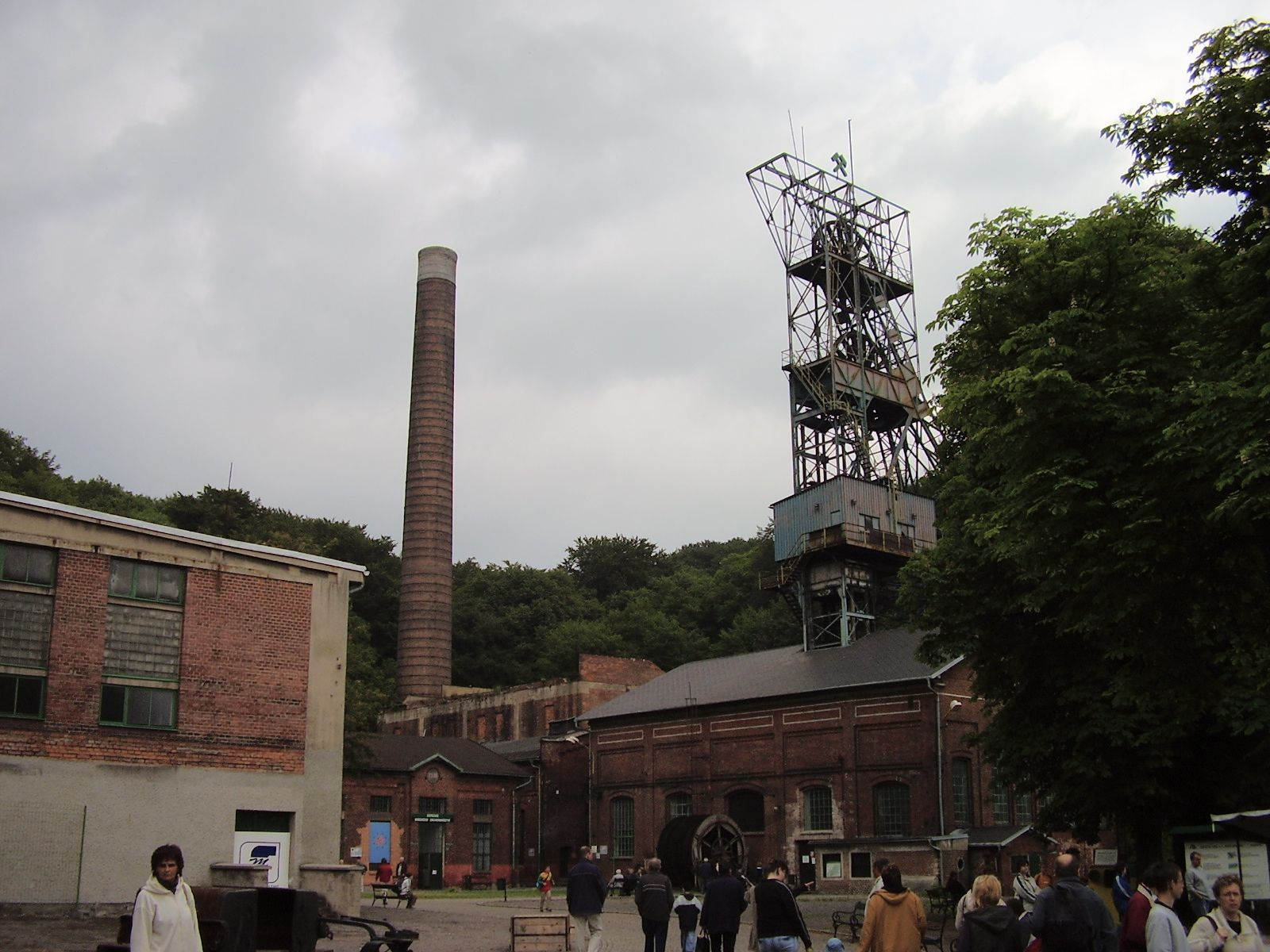
Fotka bývalého hornického muzea OKD, dnes Landek Park

Důl Anselm je nejstarší štolový uhelný důl na Ostravsku. Nachází se u Petřkovic v terénním zářezu na jižní straně Landeku, uprostřed těžebního pole vyměřeného roku 1820. Po ukončení těžby se z areálu dolu stalo hornické muzeum. Důl Anselm byl vyhlášen kulturní památkou.

## Historie

### Založení dolu
Důl s názvem Ferdinand založila kapitula olomouckého arcibiskupství v roce 1830. Po upozornění pruského horního úřadu na existenci stejnojmenného dolu, byl název změněn na Ferdinandovo štěstí. Po vzniku první jámy (tzv. Strojní) v roce 1835 byla původní štolová těžba změněna na hlubinnou. Od roku 1840 pak byla v areálu dolu uvedena do provozu úlová pec na výrobu koksu.

### Důl v rukách Rothschildů
Dne 8. dubna 1843 koupil důl Salomon Mayer Rothschild, který jej přejmenoval na Anselm po svém synovi. V rukách Rothschildů byl důl postupně modernizován a v roce 1847 byl u těžní jámy dán do provozu první parní stroj (výkon 8,8 kW) v revíru. Kromě samotné těžební jámy byly postupně vybudovány čtyři větérky (ventilační jámy) u Koblova, které dostaly název Kinzer (na Landeku cca 150m severně od jámy Anselm 1) a Anselm 2 až 4. Byla také rozšířena zdejší koksovna, která ukončila činnost v roce 1859, poté co byla v roce 1858 postavena koksovna Karolina v Moravské Ostravě, která také patřila Rothschildům.

### Důl v majetku Vítkovického horního a hutního těžířstva
V roce 1872 si důl od rodiny Rothschildů pronajali bratři David a Vilém Gutmannové, kteří se zabývali velkoobchodem s uhlím. Ti pak společně s Rothschildy založili Vítkovické kamenouhelné doly a v roce 1894 Vítkovické horní a hutní těžířstvo (VHHT), do jehož majetku byl zahrnut i Anselm.
Největším problémem té doby byla doprava uhlí k železniční trati SDCF v Moravské Ostravě, kterou zajišťovaly povozy. Tento drahý a nespolehlivý způsob dopravy nahradila lanová dráha o délce cca 1,5 km, která byla zprovozněna v roce 1884. Úplné vyřešení dopravy pak znamenala až výstavba vlečky přes řeku Odru (1909).
Období počátku 20. století přineslo nejen napojení dolu na železniční síť, ale i celkovou modernizaci a rozšíření provozu. V roce 1915 tak byla dána do provozu nová 40 m vysoká těžní věž, která se zachovala do dnešních dnů. Úpravna na Anselmu pak také zpracovávala surové uhlí z nedaleké jámy Oskar (otevřena v roce 1891), které bylo na Anselm dopravováno lanovkou.
Modernizační zásahy přinesly několikanásobné zvýšení těžební kapacity (ze zhruba 110 tisíc tun v roce 1899 na 330 tisíc tun v roce 1911). Kapacita dolu se zvyšovala i v období 1. republiky, takže např. v roce 1937 bylo vytěženo 539 tisíc tun uhlí.
Za německé okupace byl důl začleněn do koncernu Reichswerke Hermann Göring a 1. ledna 1942 přejmenován na Petershofen (německé exonymum pro Petřkovice). Po skončení 2. světové války byl navrácen název Anselm.

### Období po znárodnění
V roce 1945 byl důl znárodněn a začleněn do národního podniku Ostravsko-karvinské kamenouhelné doly Ostrava (pozdější OKD). Dne 17. července 1946 byl přejmenován na Masaryk, 31. prosince 1951 dostal důl jméno Eduard Urx.
V roce 1964 byl důl Eduard Urx začleněn jako závod 2 pod Důl Vítězný únor. Doprava uhlí na povrch jámou Urx 1 byla ukončena v roce 1973 a dále bylo petřkovické uhlí dopravováno podzemím na důl Vítězný únor v Přívoze. Těžba v důlním poli dolu Anselm byla ukončena 2. srpna 1991 a v roce 1992 byl proveden zásyp jámy.
Začátkem roku 1968 zde bylo zřízeno učňovské středisko OU dolu Vítězný únor Ostrava-Poruba, které bylo přestěhováno z dolu Stachanov Ostrava-Hrušov.

## Hornické muzeum
Muzeum začalo vznikat v závěrečné fázi provozu dolu od roku 1987. Zpočátku bylo jeho úkolem zachraňovat a shromažďovat důlní techniku, dokumenty a fotografie související s těžbou černého uhlí na Ostravsku. Veřejnosti byla podzemní expozice zpřístupněna 4. prosince roku 1993, na svátek hornické patronky svaté Barbory.
V roce 1992 byla tato archeologická, přírodní a hornická lokalita na jihovýchodním úpatí vrchu Landek vyhlášena národní přírodní památkou. Od 1. června 2010 převzalo provozování Landek Parku do svého portfolia sdružení Dolní oblast Vítkovice.
Stavební objekty Dolu Anselm jsou postaveny v architektonickém slohu průmyslové secese. V podzemí je veřejnosti přístupné štolové patro ve slojích Albert a František. Dále je zpřístupněna expozice důlního záchranářství, volná nadzemní expozice zachycující zdejší lidské aktivity od doby kamenné v podobě sídliště pralidí, přes rozmach těžby reprezentovaný typickou průmyslovou architekturou, až po důlní techniku 20. století. 20. března 2014 byla otevřená nová expozice věnovaná historii důlní dopravy, která je zaměřená na historii dopravy materiálu v dole pomocí koní až po současnost.